# It's a Sin
It's a Sin är en låt av Pet Shop Boys som släpptes som första singel från albumet Actually i juni 1987. Låten toppade brittiska singellistan och blev även etta på topplisistorna i flera andra länder, bland annat Sverige, Norge och Österrike, samt nia på  Billboard i USA.
Låten handlar om sångaren Neil Tennants uppväxt i den katolska kyrkan där mycket räknades som en synd.

## Bakgrund
En demoversion av låten spelades in redan 1984 tillsammans med producenten Bobby Orlando. Den versionens form behölls intakt, men den slutliga versionen producerad av Julian Mendelsohn och mixad av Stephen Hague gjordes betydligt mer dramatisk.

## Listplaceringar
| Lista (1986-1987) | Topplacering |
| ----------------- | ------------ |
| Frankrike         | 12           |
| Nederländerna     | 3            |
| Norge             | 1            |
| Nya Zeeland       | 1            |
| Schweiz           | 3            |
| Sverige           | 1            |
| Österrike         | 1            |

### Fotnoter
1. ↑  Andy Strickland (13 juni 1987). ”Index”. Record Mirror. ISSN 0144-5804.
2. ↑  Haider, Arwa (11 oktober 2021). ”It's a Sin — pure pop provocation from the Pet Shop Boys”. Financial Times. https://ig.ft.com/life-of-a-song/its-a-sin.html.
3. ↑  Buskin, Richard (1 december 2010). ”Pet Shop Boys 'It's A Sin'”. Sound on Sound. Arkiverad från originalet den 4 juni 2020. https://web.archive.org/web/20200604192502/https://www.soundonsound.com/people/pet-shop-boys-its-sin.
4. ↑  ”Listplacering”. http://lescharts.com/showitem.asp?interpret=Pet+Shop+Boys&titel=It%27s+A+Sin&cat=s. Läst 19 maj 2011.
5. ↑  ”Listplacering”. http://dutchcharts.nl/showitem.asp?interpret=Pet+Shop+Boys&titel=It%27s+A+Sin&cat=s. Läst 19 maj 2011.
6. ↑  ”Listplacering”. http://norwegiancharts.com/showitem.asp?interpret=Pet+Shop+Boys&titel=It%27s+A+Sin&cat=s. Läst 19 maj 2011.
7. ↑  ”Listplacering”. Arkiverad från originalet den 10 november 2012. https://web.archive.org/web/20121110150836/http://charts.org.nz/showitem.asp?interpret=Pet+Shop+Boys&titel=It%27s+A+Sin&cat=s. Läst 19 maj 2011.
8. ↑  ”Listplacering”. http://hitparade.ch/showitem.asp?interpret=Pet+Shop+Boys&titel=It%27s+A+Sin&cat=s. Läst 19 maj 2011.
9. ↑  ”Listplacering”. http://hitparad.se/showitem.asp?interpret=Pet+Shop+Boys&titel=It%27s+A+Sin&cat=s. Läst 19 maj 2011.
10. ↑  ”Listplacering”. http://austriancharts.at/showitem.asp?interpret=Pet+Shop+Boys&titel=It%27s+A+Sin&cat=s. Läst 19 maj 2011.